# Niedermauern
Niedermauern ist eine Fraktion der Gemeinde Virgen in Osttirol. Sie umfasst neben der Rotte Niedermauern auch die Rotte Gries und den Weiler Rain und beherbergte am 1. Jänner 2024 204 Einwohner.

## Lage

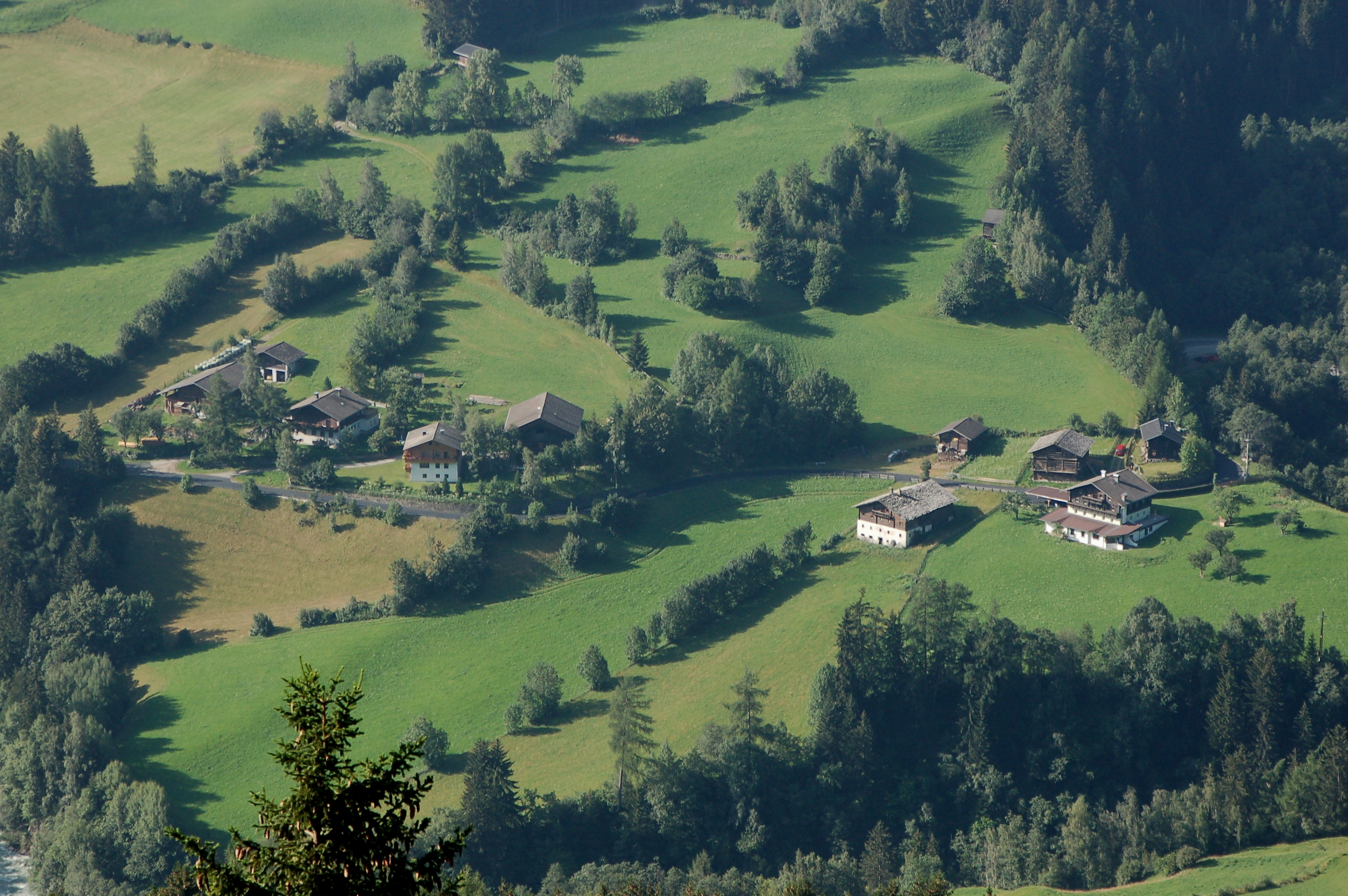
Der Weiler Rain zwischen Isel und Mullitzbach

Das Zentrum von Niedermauern liegt in der Talniederung der Isel am Ufer des Nilbachs. Benachbarte Fraktionen sind Welzelach im Westen, Obermauern im Norden, Göriach im Nordosten und Virgen-Dorf im Westen. Niedermauern ist verkehrstechnisch durch eine Straße mit dem Hauptort Virgen verbunden und an die Virgentaler Landesstraße angeschlossen. Die Verbindungsstraße bindet zudem den zu Niedermauern gehörenden Weiler Gries (1106 m) an, der sich südwestlich von Niedermauern um die Isel gruppiert. Folgt man der Verbindungsstraße weiter über die Isel, so führt diese westlich zum Weiler Rain, der von der benachbarten Fraktion Welzelach durch den Mullitzbach getrennt ist.

## Bauwerke
In der Rotte Niedermauern befindet sich die denkmalgeschützte Ortskapelle, die der heiligen Appolonia geweiht wurde. Sie wurde 1783 errichtet. Des Weiteren befindet sich in der Rotte Gries die denkmalgeschützte Johannes-Nepomuk-Kapelle aus der ersten Hälfte des 19. Jahrhunderts. Außerdem gibt es einen Pestbildstock aus dem 17. Jahrhundert, an der Weggabelung der Straße zwischen Virgen und Niedermauern.